# Ramiro Moliner Inglés
Ramiro Moliner Inglés (Castelserás, Teruel; 13 de marzo de 1941-Alcañiz, Teruel, 20 de agosto de 2024) fue un arzobispo católico, diplomático, canonista, teólogo y filósofo español. Desde enero de 1993 fungió como arzobispo titular de la diócesis de Sarda y entre julio de 2008 y septiembre de 2016 ejerció como nuncio apostólico en Albania.

## Biografía
Nacido en la localidad turolense de Castelserás, el día 13 de marzo de 1941, estudió filosofía y teología en el seminario de Zaragoza y fue ordenado sacerdote el 19 de marzo de 1965 por el entonces arzobispo de Zaragoza Pedro Cantero Cuadrado.
Tras su ordenación, ejerció su ministerio pastoral como párroco en los municipios de La Puebla de Albortón, Valmadrid y Cariñena.
Tras licenciarse en teología y derecho canónico obtuvo el doctorado por la Pontificia Universidad Gregoriana de Roma.
En 1970 ingresó para realizar su carrera diplomática en la Academia Pontificia Eclesiástica.
Al finalizar su formación superior, entró en el Servicio Diplomático de la Santa Sede y fue enviado como funcionario a las nunciaturas de Nueva Zelanda, Ecuador, Costa Rica, Brasil, Uruguay, Sudán y Gran Bretaña.
El 2 de enero de 1993 fue nombrado por el papa Juan Pablo II arzobispo titular de la diócesis de Sarda y nuncio apostólico en Papúa Nueva Guinea y las Islas Salomón.
Recibió la consagración episcopal en la Catedral-Basílica de Nuestra Señora del Pilar de Zaragoza el 22 de febrero, de manos de su consagrante principal: el cardenal Antonio María Javierre Ortás y de sus co-consagrantes: los obispos Elías Yanes y Cipriano Calderón Polo.
El 27 de febrero de ese mismo año, el ayuntamiento de su pueblo natal le nombró Hijo Predilecto.
Seguidamente el 10 de mayo de 1997, pasó a ser nuncio apostólico en Guatemala y el 17 de enero de 2004 fue promovido a las nunciaturas de Etiopía y Yibuti, delegado apostólico en Somalia y representante especial de la Santa Sede ante la Unión Africana.
Cabe destacar que desde sus cargos, se ha distinguido por su labor social y humanitaria, sobre todo en relación con los problemas del Tercer Mundo.
Entre el 26 de julio de 2008 y el 1 de septiembre de 2016, nombrado por el papa Benedicto XVI, ejerció la nunciatura apostólica en Albania.